# Polsbroekerdam
Polsbroekerdam is een buurtschap behorende tot de gemeente Lopik in de provincie Utrecht. De buurtschap ligt tussen Polsbroek en Benschop. Omdat de buurtschap niet goed begrensd kan worden vanwege de langgestrekte lintbebouwing in het zuidwesten naar Polsbroek en in het noordoosten naar Benschop kan het aantal inwoners niet bij benadering worden vastgesteld.

## Geschiedenis
Polsbroekerdam was in de 19e eeuw de bakermat van twee religieuze sekten. In het begin van de 19e eeuw bood een boer uit Polsbroekerdam, Dirk Schenkel, onderdak aan de aanhangers van het zogenaamde Zwavelstokkengeloof, later de Zwijndrechtse nieuwlichters genoemd. Op het eind van de 19e eeuw ontstond er, rond de landbouwer Teunis Hogendoorn, een groep die zich liet inspireren door ene Jannetje Hootsen uit Veenendaal. Haar aanhangers werden naar haar bijnaam Zwartjannetjes genoemd. Hun geloof werd bekend onder de naam Jannegiesgeloof.

## Herman de Man
De Nederlandse schrijver Herman de Man (pseudoniem van Salomon Herman (Sallie) Hamburger) woonde toen hij een kleine jongen was van 1902 tot 1906 met zijn ouderlijk gezin aan het Hazepad in Polsbroekerdam. Hij besteedde in enkele van zijn romans aandacht aan de "zwartjannetjes" van Polsbroekerdam.
Dorpen: Benschop · Cabauw · Jaarsveld · Lopik · Lopikerkapel · Polsbroek · Uitweg · Willige Langerak

Buurtschappen: Graaf · Polsbroekerdam · Zevender

Utrecht · Plaatsen in de provincie      Nederland · Provincies · Gemeenten